# اینگو وایسنبورن
اینگو وایسنبورن (آلمانی: Ingo Weißenborn؛ زادهٔ ۲۹ نوامبر ۱۹۶۳) شمشیرباز اهل آلمان بود.
وی در مسابقات کشوری و بین‌المللی در مجموع برندهٔ ۱ مدال طلا شده‌است.